# Извод инверзне функције
У математици, инверз функције {\displaystyle y=f(x)} је функција која, на неки начин, "поништава" ефекат функције {\displaystyle f} (види инверзна функција за формалну и детаљнију дефиницију). Инверзна функција функције {\displaystyle f} се означава као {\displaystyle f^{-1}}. Изрази y = f(x) и x = f −1(y) су једнаки.
Изводи ове две функције, под претпоставком да постоје, су реципрочни:
{\displaystyle {\frac {dx}{dy}}\,\cdot \,{\frac {dy}{dx}}=1.}
Ово је директна последица правила извода сложене функције, пошто је, по Лајбницовим ознакама:
{\displaystyle {\frac {dx}{dy}}\,\cdot \,{\frac {dy}{dx}}={\frac {dx}{dx}}}
а извод од {\displaystyle x} по {\displaystyle x} је 1.
Ако експлицитно запишемо зависност {\displaystyle y} на {\displaystyle x} и уврстимо тачку диференцијације користећи Лагранжову нотацију, формула за извод инверзне функције постаје: 
{\displaystyle \left[f^{-1}\right]'(a)={\frac {1}{f'\left(f^{-1}(a)\right)}}}
Геометријски, функција и њен инверз имају графике који су пресликане рефлексије у огледалу, по линији y = x. Ова рефлексија заправо претвара нагиб тангенте сваке тачке у њену реципрочну вредност.
Ако претпоставимо да за функцију {\displaystyle f} постоји инверзна функција, и да је њен извод не-нулти, инверз је увек диференцијабилан у {\displaystyle x} и има вредност као из формуле изнад.

## Примери
- {\displaystyle \,y=x^{2}} (за позитивне вредности {\displaystyle x}) има инверзну функцију {\displaystyle x={\sqrt {y}}}.

{\displaystyle {\frac {dy}{dx}}=2x{\mbox{ }}{\mbox{ }}{\mbox{ }}{\mbox{ }};{\mbox{ }}{\mbox{ }}{\mbox{ }}{\mbox{ }}{\frac {dx}{dy}}={\frac {1}{2{\sqrt {y}}}}={\frac {1}{2x}}}
{\displaystyle {\frac {dy}{dx}}\,\cdot \,{\frac {dx}{dy}}=2x\cdot {\frac {1}{2x}}=1.}
Међутим, у тачки x = 0 наилазимо на проблем. График квадратног корена ту има асимптоту и постаје вертикалан (што одговара хоризонталној тангенти функције квадрантног корена).
- {\displaystyle \,y=e^{x}} (за реалне вредности {\displaystyle x}) има инверзну функцију {\displaystyle \,x=\ln {y}} (за позитивне вредности {\displaystyle y})

{\displaystyle {\frac {dy}{dx}}=e^{x}{\mbox{ }}{\mbox{ }}{\mbox{ }}{\mbox{ }};{\mbox{ }}{\mbox{ }}{\mbox{ }}{\mbox{ }}{\frac {dx}{dy}}={\frac {1}{y}}}
{\displaystyle {\frac {dy}{dx}}\,\cdot \,{\frac {dx}{dy}}=e^{x}\cdot {\frac {1}{y}}={\frac {e^{x}}{e^{x}}}=1}

## Изводи вишег реда
Идентитет изнад се добија коришћењем правила извода сложене функције по x, за формулу x = f −1(f(x)) . Овај процес се може наставити и за изводе вишег реда. Диференцијација овог идентита два пута, по x даје:
{\displaystyle {\frac {d^{2}y}{dx^{2}}}\,\cdot \,{\frac {dx}{dy}}+{\frac {d^{2}x}{dy^{2}}}\,\cdot \,\left({\frac {dy}{dx}}\right)^{2}=0}
или ако заменимо први извод из формуле изнад:
{\displaystyle {\frac {d^{2}y}{dx^{2}}}=-{\frac {d^{2}x}{dy^{2}}}\,\cdot \,\left({\frac {dy}{dx}}\right)^{3}.}
Исто тако, за трећи извод добијамо:
{\displaystyle {\frac {d^{3}y}{dx^{3}}}=-{\frac {d^{3}x}{dy^{3}}}\,\cdot \,\left({\frac {dy}{dx}}\right)^{4}-3{\frac {d^{2}x}{dy^{2}}}\,\cdot \,{\frac {d^{2}y}{dx^{2}}}\,\cdot \,\left({\frac {dy}{dx}}\right)^{2}}
или искоршавајући формулу за други извод:
{\displaystyle {\frac {d^{3}y}{dx^{3}}}=-{\frac {d^{3}x}{dy^{3}}}\,\cdot \,\left({\frac {dy}{dx}}\right)^{4}+3\left({\frac {d^{2}x}{dy^{2}}}\right)^{2}\,\cdot \,\left({\frac {dy}{dx}}\right)^{5}}
Ове формуле су генерализоване као Фа ди Брунове формуле.
Ове формуле можемо да напишемо и преко Лајбницових ознака. Ако су f и g међусобно инверзне функције, онда
{\displaystyle g''(x)={\frac {-f''(g(x))}{[f'(g(x))]^{3}}}}

## Пример
- {\displaystyle \,y=e^{x}} има инверзну функцију {\displaystyle \,x=\ln y}. Коришћењем формуле за други извод инверзне функције добијамо:

{\displaystyle {\frac {dy}{dx}}={\frac {d^{2}y}{dx^{2}}}=e^{x}=y{\mbox{ }}{\mbox{ }}{\mbox{ }}{\mbox{ }};{\mbox{ }}{\mbox{ }}{\mbox{ }}{\mbox{ }}\left({\frac {dy}{dx}}\right)^{3}=y^{3};}
тако да је
{\displaystyle {\frac {d^{2}x}{dy^{2}}}\,\cdot \,y^{3}+y=0{\mbox{ }}{\mbox{ }}{\mbox{ }}{\mbox{ }};{\mbox{ }}{\mbox{ }}{\mbox{ }}{\mbox{ }}{\frac {d^{2}x}{dy^{2}}}=-{\frac {1}{y^{2}}}},
што се слаже са директним израчунавањем.